# Sensesostre

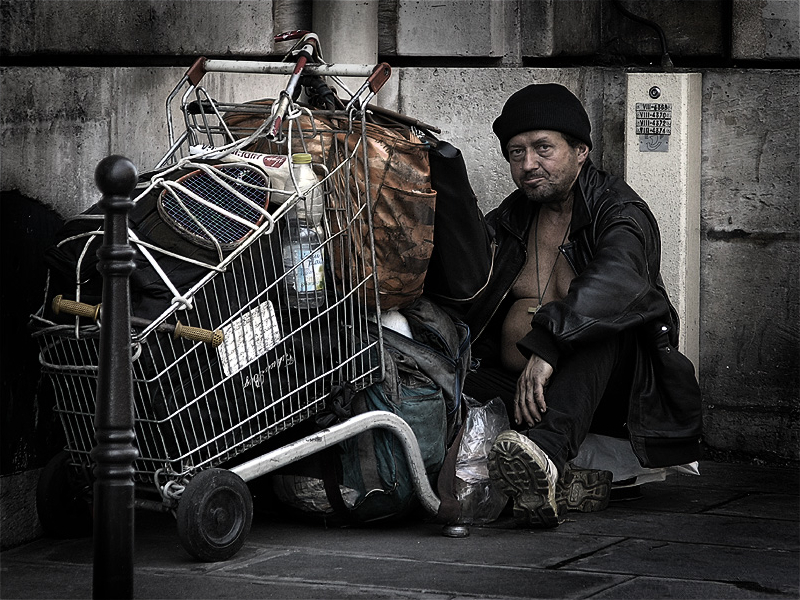
Sensesostre a París.

Els sensesostre o sensellar són aquells individus que viuen al carrer en una situació d'exclusió social per motius de pobresa, sigui per un estat d'indigència o per una catàstrofe natural sobtada. El neologisme en l'àmbit de la sociologia que engloba aquestes persones que no disposen de les mínimes condicions d'habitatge que permeten viure amb dignitat i mitjans propis rep el nom de sensellarisme i no és del tot equivalent a d'altres fenòmens de pernoctació voluntària com ara el nomadisme o l'okupació.
Entre d'altres definicions, la Federació Europea d'Organitzacions Nacionals (FEANTSA) defineix una persona sensesostre com aquella que «no pot accedir o conservar un habitatge adequat, adaptat a la seva situació personal, permanent i que li proporcioni un marc estable de convivència —ja sigui o bé per raons econòmiques o d'altres barreres socials, o bé perquè presenten dificultats personals per dur a terme una vida autònoma». El terme sensesostre, és de caràcter molt ampli; tots els sensesostre no han arribat a una situació d'exclusió social de la mateixa manera, ni pels mateixos motius, per tant els recursos han d'anar destinats a resoldre el problema de cada persona segons el nivell d'afectació, de gravetat...
És un fenomen implícitament relacionat amb la indigència, que com a estat de pobresa absoluta en el qual l'individu és incapaç d'obtenir els mitjans mínims per procurar-se aliments diaris, és susceptible d'induir el sensellarisme per causa de no poder mantenir-ne les despeses. També manté vincles econòmics i d'hàbit amb la mendicitat: la manca d'ingressos provocada per l'absència de treball fa que es recorri a l'almoina o a l'ajuda social. Per intentar sortir de la seva situació, a vegades busquen una feina, sovint precària (a França es calcula que el 30% té treballs esporàdics). La majoria dels sensesostre són homes i gairebé la meitat té fills si bé no viu amb ells.

## Història
Històricament la gent sense sostre es reunia a les ciutats, anomenats alguns cops com a pidolaires perquè vivien de l'almoina. Aquests pidolaires podien causar problemes d'ordre públic pel seu nombre o pels mitjans per demanar diners als vianants, de manera que van sorgir les primeres lleis reguladores que donaven permisos oficials per ser captaire o fixaven els llocs i els modes que podien ser emprats. Aquestes ordenances constitueixen els primers documents on es menciona aquest fenomen com un problema social, encara que dins de la pobresa general.
A partir del segle xvi es va intentar dotar d'habitatge a aquestes persones per part de l'Estat. Al segle xix van aparèixer les primeres organitzacions dedicades a ajudar a aquest col·lectiu de manera permanent, fet que continuaria durant el segle xx. Un exemple a Catalunya va ser: Arrels Fundació.

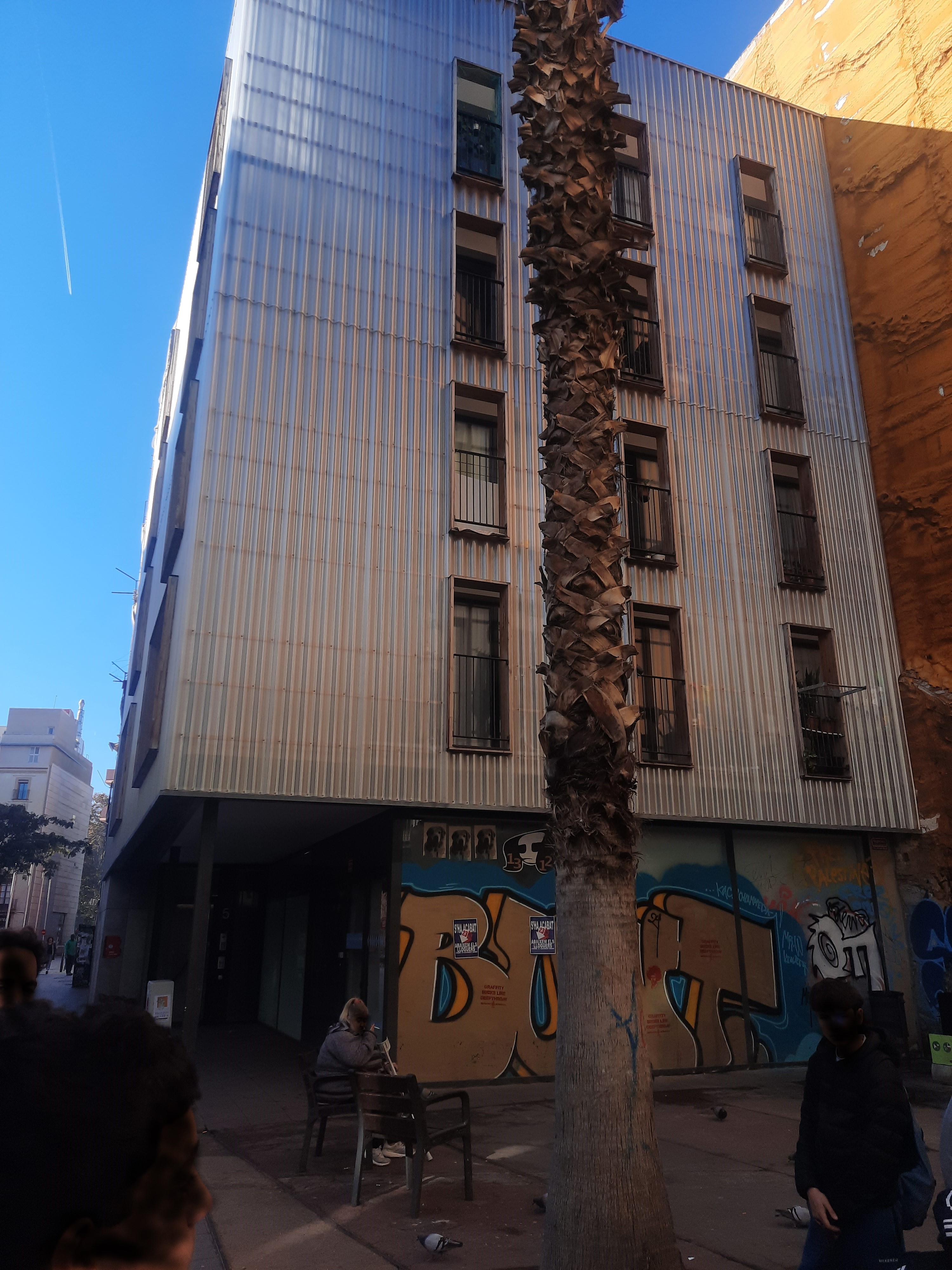
Bloc d'habitatges d'acollida de persones sense llar APROP-Ciutat Vella. Construït amb contenidors marítims modificats.

Al llarg de la història s'ha pogut anar avaluant el nombre de casos de persones sense sostre, es calcula que en 2005 el sensellarisme afectava uns 100 milions de persones al món, especialment a països subdesenvolupats o d'àrees urbanes, malgrat que és un concepte difícil d'atribuir segons el territori on hi ocorre. El 2022 hi havia 28.500 persones sense sostre a Espanya, mentre que eren 23.000 en 2012, que Cáritas Española elevava a unes 40.000 persones. A Catalunya, el govern en 2022 xifrava la quantitat de sense sostre en 10.000 persones, mentre que Entitats Catalanes d'Acció Social afirmava que hi havia 25.000 persones sense llar, en pisos d'emergència o albergs per a persones sense llar o migrades.

## Causes
Una persona sense sostre no acaba al carrer d'un dia per l'altre, la seva situació va deteriorant amb el pas del temps i té a veure amb moltes causes: algunes depenen de la mateixa persona i altres tenen a veure amb la societat en la qual vivim. Diversos factors combinats poden convertir una persona en sensesostre. Quan parlem de les causes que fan que una persona acabi sent un sensesostre, no ens referim solament a un condicionant, ja que va lligat a altres raons socials. Per això podem trobar les següents causes:
- Causes estructurals: Relacionades amb els àmbits laboral i el consum-renta. Els factors de vulnerabilitat i exclusió social són: la situació econòmica (Atur sobtat dels mantenidors de la família, pèrdua de feina,.), el mercat immobiliari (preu del lloguer, desnonaments), que fa impossible que les famílies amb sous baixos hi puguin accedir, la precarietat laboral, la mancança total o parcial de recursos econòmics (pobresa), precarietat i la dependència de la protecció Social i en moltes ocasions la no protecció d'aquesta Seguretat Social.
- Causes institucionals: Vinculades amb la rigidesa dels Serveis Socials,[20] els mecanismes d'ajut i els procediments institucionals. Algunes de les situacions podrien ser: el no empadronament a la ciutat de residència,[21] no tenir papers oficials del país, etc.
- Discriminació o absència d'un estatut legal: Relacionades amb les situacions particulars que poden viure les persones immigrades i algunes minories.
- Causes relacionals: Tenen relació amb la situació familiar i a la xarxa social que la persona té com a suport; per exemple, un divorci o la mort d'un familiar, violència domèstica, abandó o internament, pràctica de la prostitució, toxicomanies, ludopaties o malalties mentals greus. També poden tenir relació amb problemes amb la justícia, el racisme i la discriminació.
- Causes naturals: Causades per l'aparició de desastres naturals que destrueixen la casa que serveix de refugi habitual o guerres entre d'altres.

## Salut
Els sense sostre acostumen a presentar problemes de salut i addiccions, especialment a l'alcohol. Les malalties més habituals són les infeccioses produïdes per microorganismes virus com la verola, fongs com el peu d'atleta i altres malalties, cròniques com la tuberculosi, hepatitis crònica, i mentals i d'addiccions: alcohol, substàncies estupefaent: heroïna, cocaïna, cànnabis, etc.

## Solucions
El sensellarisme ha estat tractat amb diferents models d'intervenció. Es combinen agents públics i privats sense ànim de lucre, definint models específics segons la ciutat. El model tradicional, d'Atenció Contínua (anglès: Model  Continuum  of  Care) ha demostrat deficiències que han suggerit la innovació i desenvolupament de models alternatius. El model d'atenció contínua es va construir sobre la base que la persona sense llar tenia deficiències, mals hàbits, malalties, trastorns, que l'havien portat fins a aquella situació. Per tant, el model pretenia reeducar, rehabilitar o sanar la persona. Com a conseqüència se la sotmetia a unes mesures progressives d'adaptació a la vida en habitatges. Aquest procés tenia un seguiment i podia ser aturat en qualsevol fase per a posteriorment començar des de la primera. El model alternatiu més reeixit que nasqué en els Estats Units d'Amèrica i està assajant-se en diverses ciutats del món és el model Housing First (Primer, la Llar). Aquest model entén que la persona, tot i que les seves habilitats s’han deteriorat, amb autonomia i capacitats limitades, pot ser capaç de resoldre la seva situació personal i, si vol, pot  encarrilar  la  seva  vida  si  compta  amb  l’ajuda  necessària. Per tant, es pregona que d'entrada a tots els individus se'ls hi proporcioni un habitatge individual, permanent i sense condicions. A Catalunya, entitats d'ajuda a persones sense llar com ara Sant Joan de Déu Serveis Socials i Fundació Arrels han engegat projectes que apliquen el model Primer la Llar per comparar-lo amb el model tradicional. Aquestes entitats afronten conjuntament amb les administracions locals l'emergència d'habitatge, que tenen dotacions per l'estada diürna, l'estada nocturna i l'habitatge permanent.

## Indigència a la cultura popular
Els sensesostre apareixen per primer cop com a personatge rellevant a les novel·les del naturalisme. Abans eren personatges secundaris d'algunes obres literàries, però no es tractava la seva situació de forma específica. El conte popular de La venedora de llumins és l'antecedent més clar d'aquest interès. L'obra teatral Els baixos fons de Maksim Gorki recull aquesta tradició.
Al cinema, la pel·lícula de Charlie Chaplin The little tramp (1914) presenta un heroi tràgic que manté la seva dignitat malgrat la seva situació d'indigència. Ken Loach va reprendre el tema a Cathy, come home (1966), que també esdevé tema central a La recerca de la felicitat, amb Will Smith. Els documentals s'han apropat al col·lectiu en diverses ocasions al llarg de tot el segle xx.
Altres exemples cinematogràfics són: 
- Sense sostre, dirigida per Xesc Cabot i Pep Garrido i coproduïda per Alhena Production i Atiende Films. (2018), presenta la situació en fets reals d'una persona que viu al carrer.[26]
- Sense sostre ni llei, dirigida per Agnès Varda l'any 1985.[27]
- Vides sense sostre, dirigida per Ferran Pla (2013)

En l'àmbit documental trobem diversos reportatges relacionats també amb els sensesostre, un exemple que va tenir un gran impacte televisiu va ser: Reporteros 360: Personas sin hogar, presenta diverses situacions de gent sense sostre. S'han editat productes literaris com: Sin Techo, Caminando en un mundo que prohíbe sueños, de Lagarder Danciu on recull testimonis, realitats i somnis de les persones 'sense sostre.